# Kaán Zsuzsa
Kaán Zsuzsa (Budapest, 1946. július 28. – 2011. október 20.) magyar tánctörténész, kritikus, koreográfus.

## Tanulmányai
1950 és 1964 között klasszikus balettet tanult neves mestereknél. 1964-től 1969-ig az ELTE Természettudományi Karán matematika-filozófia szakra járt, ahol matematika középiskolai tanári, filozófia előadói diplomát szerzett. A gimnáziumi, majd az egyetemi évek alatt igazgatói illetve dékáni engedéllyel táncolt különböző budapesti színházaknál (Blaha Lujza téri Nemzeti Színház, Katona József Színház, Madách Színház, Budai Parkszínpad).

## Pályafutása
1969 és 1989 között 20 éven át az Állami Balett Intézet (Magyar Táncművészeti Főiskola) tánctörténet-tanára. 1978-tól tanársegéd, 1985-től adjunktus. Ezalatt érettségi tárggyá, majd főiskolai államvizsga-tárggyá fejleszti a tánctörténetet. Közben 1969-től 1971-ig filozófiát tanít a Semmelweis Orvostudományi Egyetemen, 1972-től 1977-ig a Marx Károly Közgazdaságtudományi Egyetemen.
1976 óta folyamatosan a MÚOSZ tagja. 1972-89 A Magyar Táncművészek Szövetsége Tudományos tagozatának tagja. 1991-től a Táncművészet című lap főszerkesztője, 1992 óta kiadója is. 1991-ben megalapítja a TÁNCPALETTA - Magyar Sztárgála az Operában című gálát és évenként megrendezi a Magyar Állami Operaházban.

## Főbb művei
- 1970-2007: napi- és hetilapokban, kulturális folyóiratokban publikál, kizárólag tánc témában, és körülbelül 1200 kritikája, portréja, interjúja, tanulmánya jelent meg.
- 1972, 1990: Egyetemes tánctörténet az őskortól a XIX. század végéig (tanjegyzet)
- 1982-1983: Koreográfia és szemiotika (Tánctudományi Tanulmányok)
- 1989: A színpadi tánc története Magyarországon az operaház megnyitásáig (A magyar balettművészet története című kötetben)
- 2002: Szimbólumok a táncművészetben (A Jelbeszéd az életünk című tanulmánykötetben)
- 1998-2003: Révai Új Lexikon balett-vonatkozású címszavai
- 2005: SEREGI (magyar-angol nyelvű monográfia)
- 2006: Táncművészetünk az ezredfordulón

## Díjai, kitüntetései
- Magyar Köztársasági Arany Érdemkereszt (1998)
- A Magyar Köztársasági Érdemrend tisztikeresztje (2005)